# Ca Huế

Ca Huế trong không gian thính phòng

Ca Huế là loại hình âm nhạc truyền thống được phát triển từ rất lâu đời, được cho là từ thời chúa Nguyễn trên mảnh đất Thuận Hóa xưa, tức Huế ngày nay.
Ca Huế là loại hình đàn hát ở thính phòng mang phong cách tự sự, ngâm ngợi, tri âm tri kỷ, với số lượng năm bảy người đàn ca với nhau. Các làn điệu và bài bản đạt đến trình độ hoàn chỉnh cả về phần nhạc và lời, với nội dung giàu chất thơ và trữ tình. Lời ca thể hiện tình cảm đối với non sông, đất nước, đồng loại cùng những tâm sự, nỗi niềm riêng. Xưa kia, Ca Huế thường được trình diễn trong trong các phủ, dinh thự, nhà vườn của các quan lại và ông hoàng bà chúa. Các ông hoàng bà chúa, quan lại không những đã nuôi dưỡng các ca nhi, nhạc công mà còn tham gia thiết kế đàn, soạn lời mới, đánh đàn, tạo thêm những luyến láy nhấn nhá làm cho đàn ca Huế bộc lộ những nét tài hoa khác thường. 
Năm 2015, Ca Huế được công nhận là Di sản văn hóa phi vật thể quốc gia theo Quyết định số 1877/QĐ-BVHTTDL ban hành ngày 8 tháng 6 năm 2015. 

## Lịch sử
Đến nay, vẫn chưa xác định mốc thời gian hình thành Ca Huế một cách chính xác do sự thất thoát, mất mát của các nguồn tư liệu liên quan qua chiều dài của lịch sử. Ca Huế được cho là đã có thể có sự giao thoa với âm nhạc Chăm Pa từ buổi đầu hình thành, bởi vùng đất Thuận Hóa trước kia là hai châu Ô, Lý của người Chăm.
Bàn về thời điểm hình thành Ca Huế, soạn giả Ưng Bình Thúc Giạ Thị đã viết: “Duy điệu ca khởi điểm từ đời nào, khi nào, sử thơ không truyền lại, chỉ thấy thời đại yêu chuộng nghề văn mà đoán, thời khởi điểm từ đời Hiếu Minh. Đức Hiếu Minh, hiệu Thiên Túng đạo nhơn, là ông chúa thượng văn, năng đề vịnh. Con ngài là ông Tứ (tức Đán), cháu là ông Dục, đều có tiếng giỏi từ chương. Lạ chi gặp đời ông Chúa thượng văn, thời triều đình thế nào cũng có ban nhạc phủ, thời tao nhân mặc khách ở tri hạ tất phải hưởng ứng mà thành ra ca khúc, ca chương. Ca Huế bản nào về dịp nào, đã có sẵn trong khuôn khổ “Xàng xê xự”, hễ ưa đến điệu nghệ, mà có tình tứ thì làm được, miễn sao vần cho thuận, câu cho xuôi, ý nghĩa cho rõ ràng, mạch lạc cho thông suốt, ấy là bản ca dễ ca, mà dễ lưu truyền vào nhạc phủ”.
Theo Giáo sư Tiến sĩ Trần Văn Khê: “Không có sử liệu nào nói Ca Huế có từ bao giờ, chỉ biết rằng Ca Huế không phải là loại nhạc dân gian, vì nó chỉ được giới quyền quý hoặc trong cung đình sử dụng. Vậy có thể nói rằng đây là loại quan nhạc chứ không phải dân nhạc”.
Nhà nghiên cứu Nguyễn Hữu Thông nhận định: “Sự ra đời của mỗi loại hình nghệ thuật đều xuất phát từ nhiều nguyên nhân. Chính từ hiện tượng quần tụ nhiều tầng lớp nho sĩ, nghệ sĩ, quý tộc, thượng lưu ở vùng đất trung tâm của xứ Đàng Trong thời Trịnh, Nguyễn phân tranh, và sau đó là của cả quốc gia phong kiến Nguyễn, ca nhạc Huế đã từng bước hình thành với những nét đặc thù nhằm thỏa mãn nhu cầu giới thưởng ngoạn đặc thù đương thời”.
Theo nhà nghiên cứu Phan Thuận An: “Quá trình hình thành và phát triển của Ca Huế đã song hành với những sinh hoạt âm nhạc cung đình từ thời các chúa Nguyễn ở Đàng Trong cho đến thời các vua Nguyễn sau đó trong suốt mấy thế kỷ. Cho nên, hai dòng âm nhạc cung đình và dân gian ấy đã có mối quan hệ với nhau”.
Về nguồn gốc tên gọi, soạn giả Ưng Bình Thúc Giạ Thị đã viết: “Gọi là Ca Huế, vì thanh âm người Huế hợp với điệu ca này, mà xứ Huế như người Quảng Trị với Quảng Bình cũng ca được, còn từ Linh giang dĩ Bắc, Hải Vân quan dĩ Nam đều có người ca, mà ca giỏi thế nào cũng có nơi trạy bẹ, ấy là câu chuyện ai cũng biết rồi”.

## Ca Huế trong đời sống đương đại
Ngày nay, Ca Huế thường được trình diễn trong các dịp lễ hội, giao lưu văn hóa, trong các không gian thính phòng. Nghệ thuật này tiếp tục được gìn giữ, trao truyền và tiếp nối qua các hoạt động nghiên cứu, giảng dạy, thực hành, và biểu diễn tại các trường đào tạo chuyên nghiệp, trung tâm văn hóa, nhà hát và các câu lạc bộ Ca Huế. Từ năm 2019, chương trình “Đưa di sản Ca Huế vào trường học” do Sở Văn hóa và Thể thao phối hợp với Sở Giáo dục và Ðào tạo thành phố Huế tổ chức, đã giảng dạy và tập huấn cho các giáo viên và học sinh khắp các trường học tại Huế. Bên cạnh đó, những cuộc thi và phong trào sáng tác lời mới dựa trên các bài bản Ca Huế được thúc đẩy nhằm làm phong phú nội dung của nghệ thuật này. Ngoài ra, biểu diễn Ca Huế trên thuyền dọc sông Hương là một hoạt động du lịch đặc trưng của thành phố Huế. 
Để tri ân các bậc tiền nhân đã có công bảo tồn và phát triển Nhã Nhạc và Ca Huế, năm 1966, bà Hoàng Thị Cúc tức Đoan Huy Hoàng Thái Hậu, vợ vua Khải Định, đồng ý chuyển giao mặt bằng Cung Tôn Miếu cho ban Cổ nhạc Đại Nội xây dựng Cổ Nhạc Từ.

## Thể loại
Ca Huế được chia thành 2 hệ thống (Hơi) chính:
Hệ thống những bài bản Bắc (còn gọi là Hơi khách): mang âm hưởng tươi vui, thanh thoát, nhịp điệu nhanh. Với các đặc điểm ấy, giới nghệ sĩ Ca Huế thường gọi bài bản Bắc là các bài bản Xuân. Các bài bản tiêu biểu:
- Cổ bản (bài xưa): gồm 64 nhịp
- Lộng điệp (bướm vờn trước gió): gồm 16 nhịp, được đưa vào điệu Cổ bản để sáng tác, có tính chất hưng phấn, rộn ràng
- Phú lục: có nét nhạc sang trọng với 206 nhịp cho phần Phú lục nhanh và 27 nhịp cho phần Phú lục chậm
- Thập thủ liên hoàn: còn được gọi là mười bản Ngự, xưa kia chỉ được trình diễn vào các dịp lễ lạt

Hệ thống những làn điệu Nam (còn gọi là Hơi Nam): mang âm hưởng buồn, chất nhạc dàn trải, sâu lắng, trữ trình. Các bài bản tiêu biểu:
- Nam ai: điệu ca chia làm 5 lớp, có tính chất buồn, ai oán
- Nam bình: tiết tấu và âm điệu đều đều, buồn man mác, nhẹ nhàng
- Quả phụ: gợi lên niềm nhớ thương da diết của hồn người trong cuộc tình
- Nam xuân (mùa xuân ở phương Nam): giai điệu lửng lơ, thương cảm một cách thuần khiết

Ngoài hai hệ thống kể trên, có một số làn điệu mang yếu tố lưỡng tính: vừa có nét nhạc vui, vừa có nét nhạc buồn. Một số làn điệu tiêu biểu như:
- Long ngâm: chất nhạc trang trọng, thương cảm
- Tứ đại cảnh: chất nhạc sang trọng, đượm buồn, những tâm sự vừa thở than vừa thầm trách

Các bài bản “Hơi dựng”: hơi dựng có nghĩa là dựng lời ca lên khác với hơi ca bình thường. Chất nhạc vì thế có nét riêng, làm phong phú cho Ca Huế. Bài bản tiêu biểu:
- Cổ bản dựng

## Đặc điểm
Theo nhận xét của nghệ sĩ Văn Lang, Ca Huế có những đặc điểm như sau:
- Tính liên tục: có thể đàn và hát nhiều lần một bài ca mà người thưởng ngoạn không có cảm giác bị gián đoạn. Điều này có thể được nhận thấy qua các bài như Long ngâm, Phú lục.
- Tính chuyển tiếp: chuyển từ giai điệu này sang giai điệu khác một cách nhuần nhuyễn, hài hòa. Một ví dụ tiêu biểu cho đặc điểm này là mười bài Ngự (Thập thủ liên hoàn).
- Tính biến âm, biến điệu: một bài ca khi đã được đổi điệu, đổi hơi thì âm điệu bài ca hoặc đoạn ca ấy trở nên khác đi. Ví dụ, bài Cổ bản có thể được đổi thành nhiều hơi khác nhau như hơi xuân, hơi dựng, hơi Quảng. Do có sự chuyển đổi trong hình thức âm điệu mà tình cảm trong cách thể hiện cũng biến đổi, làm cho bài ca trở nên phong phú.
- Tính tự tình: tính tự tình của Ca Huế được thể hiện đậm nét, tạo một nguồn đồng cảm giữa người nghe và người biểu diễn.
- Tính cô đọng, súc tích: tính cô đọng được thể hiện trong từng câu nhạc, tiết tấu và lời ca. Tính súc tích được thể hiện trong câu từ chủ đề của nội dung bài ca.

## Bài bản tiêu biểu
Các làn điệu Ca Huế thính phòng
- Cổ bản[13][14][15][16][17]
- Cung nam
- Hành vân[18][19]
- Lộng điệp[20][21]
- Nam ai[22][23]
- Nam bình[22][23][24]
- Nam xuân[25][26][27]
- Phú lục[28][29]
- Quả phụ[30]
- Tương tư khúc[31][32]
- Tứ đại cảnh[33][34][35][36]

Các làn điệu thuộc Nhã Nhạc
- Đăng đàn cung
- Long ngâm[37][38]
- Lưu thủy[39][40]
- Ngũ đối thượng[41]
- Thập thủ liên hoàn[42]: Phẩm tuyết, Nguyên tiêu, Hồ quảng, Liên hoàn, Bình bán, Tây mai, Kim tiền, Xuân phong, Long hổ, Tẩu mã

## Nhạc cụ
Là sự kết hợp giữa thanh nhạc và khí nhạc, đi cùng với Ca Huế là dàn nhạc truyền thống đóng vai trò hòa tấu và đệm, với các nhạc cụ tiêu biểu như:
- Đàn Bầu
- Đàn Nguyệt
- Đàn Nhị
- Đàn Tam
- Đàn Tranh
- Đàn Tỳ bà
- Bộ gõ: Sênh tiền, Phách

## Soạn giả tiêu biểu
Công chúa Mai Am
Ưng Bình Thúc Giạ Thị
Nghệ sĩ Bửu Bát
Nghệ sĩ Bửu Lộc
Nghệ sĩ Vu Hương
Nghệ sĩ Thanh Tùng 

## Nghệ nhân và nghệ sĩ tiêu biểu
Nghệ sĩ nhân dân Nguyễn Thị Mẫn (Minh Mẫn) (1925 – 2018)
Nghệ sĩ nhân dân Nguyễn Thị Thương (Thanh Hương) (1928 – 2020)
Nghệ nhân ưu tú Nguyễn Thị Hồng Tuyết (1942)
Nghệ nhân ưu tú Phan Thị Yêm (Thanh Tâm) (1946)
Nghệ nhân ưu tú Nguyễn Thị Kim Vàng (1949)
Nghệ nhân ưu tú Trần Thảo (1956)
Nghệ nhân ưu tú Nguyễn Đình Vân (1958 - 2024)